# Осока заячья
Осо́ка за́ячья, или Осо́ка серебристочешу́йная (лат. Carex leporina) — многолетнее травянистое растение, вид рода Осока (Carex) семейства Осоковые (Cyperaceae).

## Ботаническое описание

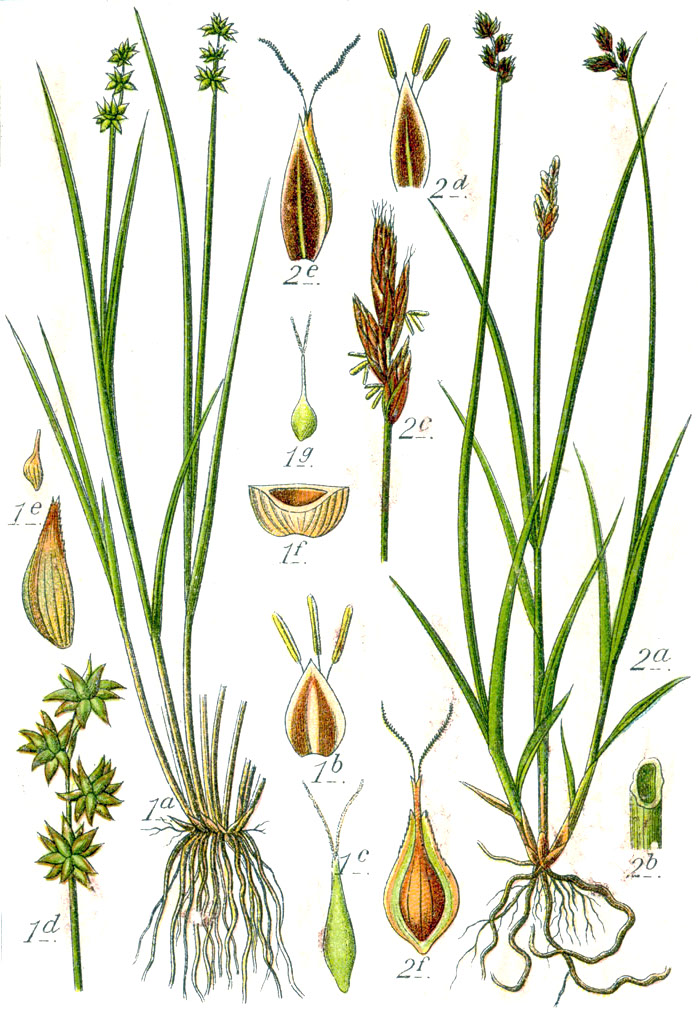
2 — Carex leporina

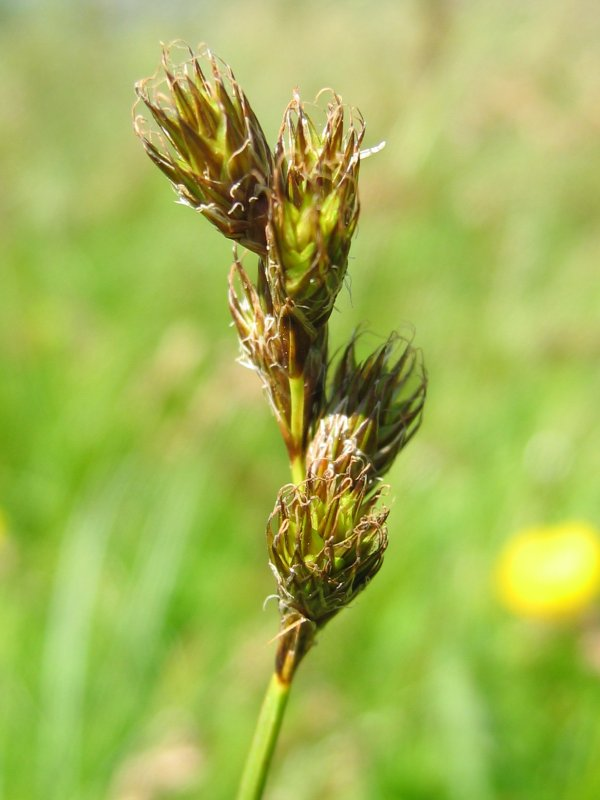
Соцветие

Светло-зелёное растение с укороченным, неползучим корневищем, образующее дерновины.
Стебли наверху шероховатые, облиственные, 10—60(100) см высотой.
Листья до 3 мм шириной, длинные, мягкие, короче стебля.
Соцветие 2—4 см длиной, колосовидное, продолговатое, скученное, густое, из 4—8(10) колосков. Колоски гинекандрические, продолговато-яйцевидные или обратнояйцевидные, 0,7—1 см длиной, многоцветковые, серебристо-зелёные. Кроющие чешуи продолговато-яйцевидные, от бурых и красновато-бурых до светло-бурых и бледно-зелёных, а также серебристых, по килю зелёные, с белоперепончатыми краями, равные мешочкам или едва короче их. Мешочки вогнуто-выпуклые, яйцевидные или продолговато-яйцевидные, 4—5 мм длиной, слегка отклонённые, в зрелом состоянии светло-бурые (включая носик) или бледно-соломенные, с обеих сторон с 8—10 жилками, по краям с довольно широким (до 0,3 мм) светлым крылом, в основании округлые, с удлинённым коротко-двузубчатым носиком, спереди глубоко расщеплённым. Кроющие листья чешуевидные, самые нижние иногда узколинейные.
Плод в два раза у́же и короче мешочка. Плодоносит в мае—июле.
Число хромосом 2n=60, 66, 64.
Вид описан из Европы.

## Распространение
Западная Европа: к югу от 65° северной широты, в Норвегии до 68° северной широты, отсутствует в Албании и Греции; Прибалтика; Арктическая часть России: Мурман (район Печенги, остров Кильдин, устье Вороньей, Ара-Губа); Европейская часть России: все районы, кроме Нижне-Донского, Нижне-Волжского; Беларусь; Украина: все районы, кроме Крыма; Молдова; Кавказ: все районы, кроме Предкавказья; Западная Сибирь: юго-запад и юго-восток бассейна Оби, бассейн Иртыша (к востоку от 80° восточной долготы), Алтай; Восточная Сибирь: Ангаро-Саянский район, Даурия (побережье Байкала); Дальний Восток: заносное в Удском районе, Уссурийском крае, на Сахалине, Курилах (остров Итуруп); Средняя Азия: Джунгарский Алатау, окрестности Ташкента (заносное); Западная Азия: Турция; Центральная Азия: Монголия (Монгольский Алтай); Северная Америка: от Ньюфаундленда до штата Нью-Йорк (заносное); Северная Африка: Алжир; Новая Зеландия (заносное).
Растёт на сырых и болотистых лугах, у дорог и троп, по краям канав, на опушках, в кустарниках и светлых лесах, часто в нарушенных местообитаниях; на равнине и в горах (до альпийского пояса).